# 聖特雷莎 (新墨西哥州)
聖米格爾（英語：Santa Teresa）是位於美國新墨西哥州唐娜安娜縣的普查規定居民點。

## 人口
根據2020年美國人口普查的數據，聖米格爾的面積為22.92平方千米，皆為陸地。當地共有人口5044人，而人口密度為每平方千米220.07人。